# 今道英治
今道英治（1952年—2023年1月10日）是日本漫畫家、插畫家和模型設計師。

## 生平
1952年，今道英治出生於日本長崎縣。16歲時，今道觀賞了望月三起也的劇作《最前線》，給他留下了深刻的印象，並在初中畢業後搬到東京，擔任望月的助手。 
1970年，今道辭去了助手一職，並以本名於別冊少年Sunday連載漫畫《哭泣》，正式出道。1978年，今道連載了《紅鷹號》一作，獲得大眾關注，並繼而推出數部續作。今道亦在1970年代末開始研究和設計模型和盒裝藝術，曾為青島文化教材社設計模型和遊戲軟件製造商PlayStation 2的遊戲軟件中繪製封面和插圖。目前今道仍然活躍於漫畫和設計界，最新的漫畫作品是與東映共同製作的「漫畫我們與人權」。 

## 作品
今道英治於1970年出版了出道作《哭泣》，並在1972年連載了《明鏡超人》、《銀色假面》系列和《緊急命令》系列三部長篇作品和《超級七年級》、《熱血猴久助》和《鋼鐵王》。後於1973-77年間連載了《GO！GO Squire》、
《猴子軍》、《金剛大魔神》、《金剛戰神》、《正義神鷹的象徵》、《組合機器人阿特蘭格》、《超電磁機器人 孔巴德拉V》和《超歷史上最大的策略》等短篇作品。1978年，今道連載了《紅鷹號》一作，獲得大眾關注，並繼而推出續作《紅鷹號 PART II》、《紅鷹聯合艦隊》、《紅鷹護衛隊》和《紅鷹古機器人戈迪加爾》。

## 外部連結
- 今道英治個人網頁 （页面存档备份，存于）